# Querol

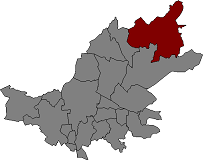
Położenie gminy na mapie comarki Alt Camp.

Querol – gmina w Hiszpanii,  w Katalonii, w prowincji Tarragona, w comarce Alt Camp.
Powierzchnia gminy wynosi 72,27 km². Zgodnie z danymi INE, w 2005 roku liczba ludności wynosiła 359, a gęstość zaludnienia 4,97 osoby/km². Wysokość bezwzględna gminy równa jest 565 metrów. Współrzędne geograficzne gminy to 41°25'32"N, 1°23'58"E.

## Miejscowości
W skład gminy wchodzą trzy miejscowości, w tym miejscowość gminna o tej samej nazwie:
- Esblada – liczba ludności: 20
- Querol – 45
- Valldossera – 294

## Demografia
- 1991 – 171
- 1996 – 238
- 2001 – 290
- 2004 – 322
- 2005 – 359